# Química de los cristales
La química de los cristales, es la rama de la ciencia que estudia los principios químicos de las formas cristalinas.
Existen propiedades que rigen el montaje de estructuras de cristal de vidrio, y se describen modelos de variadas estructuras cristalinas tecnológicamente importantes (Zinc, alúmina, cuarzo, perovskitas).
Los estudios acerca de estas estructuras se traducen en un conocimiento de los mecanismos fundamentales que guardan relación con las propiedades físicas de los cristales.
Los objetivos de esta área incluyen: 
- Identificar materiales importantes: materias primas y minerales, así como sus nombres y fórmulas químicas.
- Describir la estructura cristalina de los materiales importantes y determinar sus modelos atómicos.
- Aprender la sistemática del cristal y la química del vidrio.
- Comprender cómo las propiedades físicas y químicas están relacionadas con la estructura cristalina y la microestructura.

## Características
El fenómeno por el cual la cristalización se produce, es ampliamente analizando en el área de la química. Los procesos químicos en los cuales se generan cristales, se estudian a efectos de ser reproducidos en el laboratorio, profundizando en la influencia del medio para la producción de estas formas cristalinas.
Un ejemplo de esto, es la producción de cristales de sal donde se determina si la presencia de una determinada sustancia puede condicionar la futura disposición de iones o moléculas en el cristal, durante el transcurso de la reacción.